# Kuobmujaure
Kuobmujaure är en sjö i Gällivare kommun i Lappland och ingår i Råneälvens huvudavrinningsområde. Sjön har en area på 1,3 kvadratkilometer och ligger 413,8 meter över havet. Kuobmujaure ligger i Muddus Natura 2000-område.

## Delavrinningsområde
Kuobmujaure ingår i det delavrinningsområde (743248-169977) som SMHI kallar för Utloppet av Kuobmujaure. Medelhöjden är 425 meter över havet och ytan är 8,99 kvadratkilometer. Det finns inga avrinningsområden uppströms utan avrinningsområdet är högsta punkten. Vattendraget som avvattnar avrinningsområdet har biflödesordning 3, vilket innebär att vattnet flödar genom totalt 3 vattendrag innan det når havet efter 200 kilometer. Avrinningsområdet består mestadels av skog (48 procent) och sankmarker (35 procent). Avrinningsområdet har 1,5 kvadratkilometer vattenytor vilket ger det en sjöprocent på 16,7 procent.